# Vroeg-christelijke begraafplaats van Pécs (Sopianae)
De Vroegchristelijke begraafplaats van Pécs (Sopianae) is een Werelderfgoedsite in de Hongaarse stad Pécs. Ze bestaat uit zestien versierde graven uit de vierde eeuw, vaak bestaand uit een ondergronds deel (het graf) en een bovengronds deel (een kapel).

## Geschiedenis
De Romeinen stichtten Sopianae in de tweede eeuw op een eerder door Keltische stammen bewoonde plaats, al zijn de vroegste vondsten in de streek al ongeveer 6000 jaar oud. In de vierde eeuw kwam de stad tot bloei door een gunstige ligging op het kruispunt van een aantal handelsroutes. De christelijke gemeenschappen bleven ook na de val van het West-Romeinse Rijk actief, en de activiteit in Sopianae bleef duren tot de verovering door de Franken in de achtste eeuw. De vijf vroegchristelijke kerken die nog rechtstonden bij de verovering door de Hongaren in 896 gaven Pécs trouwens zijn naam: de stad raakte bekend als Quinque Ecclesiae of Fünfkirchen, wat via het Turkse woord voor vijf (beş) uiteindelijk Pécs opleverde.
De begraafplaats raakte langzaamaan bedolven, tot opgravingen in de 18e eeuw de eerste stukken weer blootlegden. Sindsdien werden meer dan vijfhonderd graven gevonden, waarvan er zestien zijn opgenomen op de Werelderfgoedlijst. De opgravingen zijn nog overigens nog steeds bezig, en in de beschrijving van de Werelderfgoedsite is dan ook opgenomen dat de grenzen van de site nog kunnen worden uitgebreid.

## Beoordeling UNESCO
De UNESCO besloot in 2000 de begraafplaats in te schrijven op haar Werelderfgoedlijst en bij de invoering van de criterialijst van 2005 werd besloten dat de begraafplaats voldeed aan criteria III en IV: 
III. De grafkamers en herdenkingskapellen dragen een exceptionele getuigenis van de kracht en het geloof van de christelijke gemeenschappen in het Laat-Romeinse Rijk.
IV. De begraafplaats is een bijzonder voorbeeld van de unieke vroegchristelijke grafkunst en architectuur in de Noordelijke en Westelijke provincies van het Romeinse Rijk.

## De zestien monumenten op de Werelderfgoedlijst
Van de meer dan vijfhonderd grafmonumenten werden er zestien opgenomen in de Werelderfgoedsite: zij liggen allemaal op het Szent István tér (het Domplein), aan Káptalan utca of Apáca utca. De opgenomen monumenten zijn:
1. Grafkamer I (Pieter-Paul): Szent István tér
2. Grafkamer II (Wijnbeker): Szent István tér
3. Grafkamer III (niet beschilderd): Szent István tér
4. Grafkamer IV (niet beschilderd): Szent István tér
5. Grafkamer V: Szent István tér
6. Grafkamer VI: Szent István tér
7. Grafkamer VII: Szent István tér
8. Grafkamer VIII: Káptalan utca
9. Grafkamer IX: Káptalan utca
10. Cella trichora: Szent István tér
11. Cella septichora: Káptalan utca
12. Vroegchristelijk mausoleum: Szent István tér
13. Grafkamer XIII: Apáca utca 14
14. Beschilderd dubbel graf: Apáca utca 8
15. Grafkamer (onbeschilderd): Apáca utca 8
16. Gemeenschappelijke grafkamer: Apáca utca 8